# Queensferry (Szkocja)
Queensferry (także South Queensferry, gael. Port na Banrighinn) – miasto we wschodniej Szkocji, w jednostce administracyjnej (council area) Edynburg, historycznie w hrabstwie West Lothian, położone na południowym brzegu zatoki Firth of Forth (Morze Północne), naprzeciw miejscowości North Queensferry, około 15 km na zachód od Edynburga. W 2011 roku liczyło 9026 mieszkańców.
Miasto usytuowane jest nad zwężeniem zatoki Firth of Forth, wcinającej się w głąb lądu na odległość kilkudziesięciu kilometrów, stanowiącej znaczną przeszkodę dla podróżujących między północno-wschodnią a południowo-wschodnią Szkocją. Co najmniej od 1070 roku w miejscu tym znajdowała się południowa przystań dla przeprawy promowej prowadzącej na przeciwny brzeg zatoki. Uruchomienie przeprawy przypisuje się królowej Małgorzacie Szkockiej, żonie Malcolma III, która po założeniu opactwa w Dunfermline (na północnym brzegu zatoki) opłacała przewóz zmierzających tam pielgrzymów. Promy przemierzały zatokę w tym miejscu nieprzerwanie do XX wieku. W latach 50. XX wieku była to najbardziej ruchliwa przeprawa promowa w Szkocji, z roczną liczbą pasażerów na poziomie 1,5 mln, samochodów osobowych – 600 000, a ciężarowych – 200 000. W 1890 roku oba brzegi zatoki połączył most kolejowy Forth Bridge, a w 1964 roku most drogowy Forth Road Bridge. Wraz z otwarciem tego ostatniego połączenie promowe zostało zlikwidowane. W 2017 roku otwarty został kolejny most drogowy, Queensferry Crossing.
W przeszłości w Queensferry funkcjonował port, w XVII wieku obsługujący wymianę handlową z Europą kontynentalną. Współcześnie miasto pełni funkcję miasta satelickiego Edynburga.
Do lokalnych zabytków należą kościół św. Marii z 1441 roku, najstarsza zachowana budowla w mieście, dom mieszkalny Black Castle z 1626 roku oraz ratusz (tolbooth) z XVII wieku.

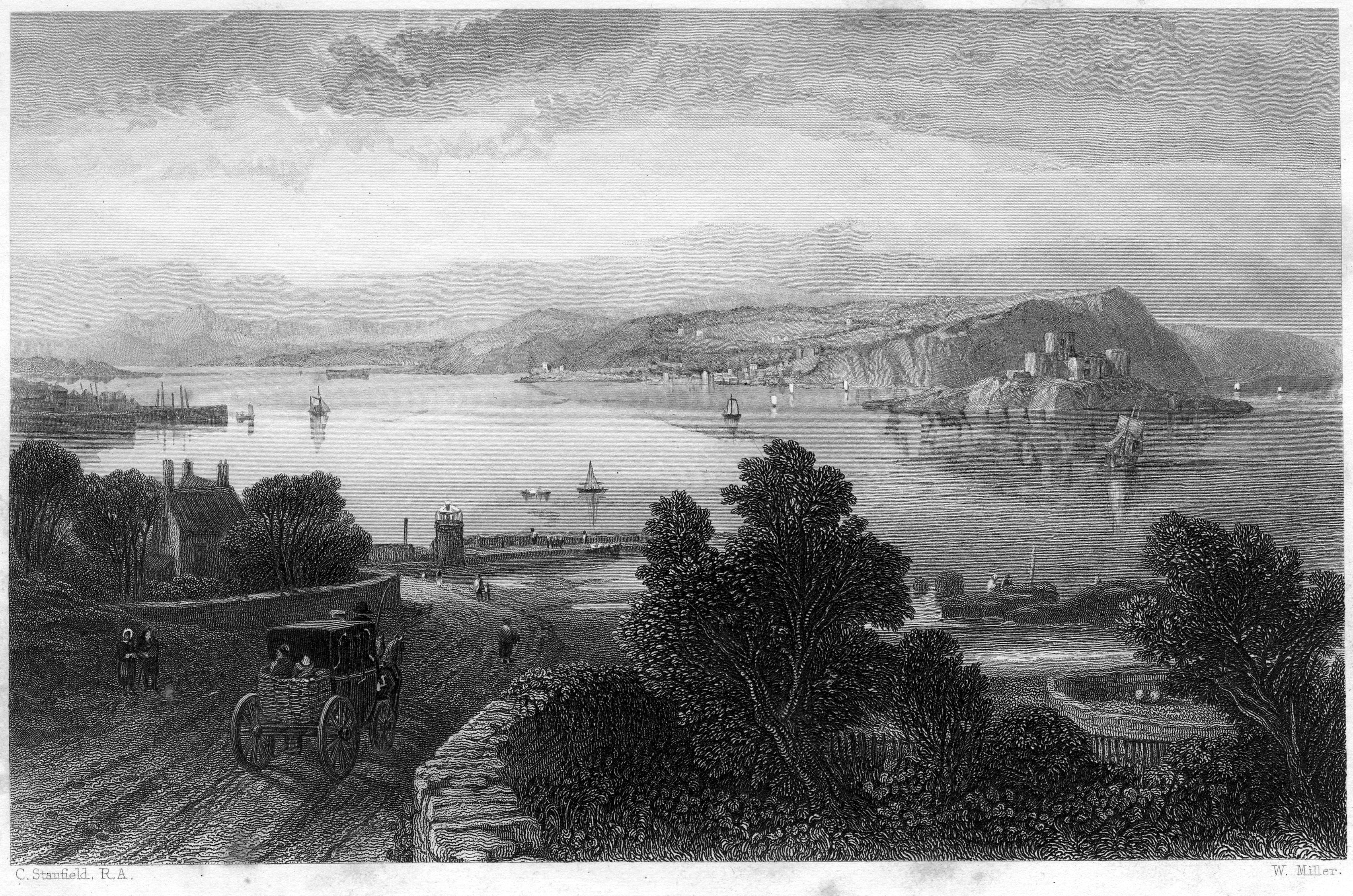
Queensferry, rycina z 1843 roku
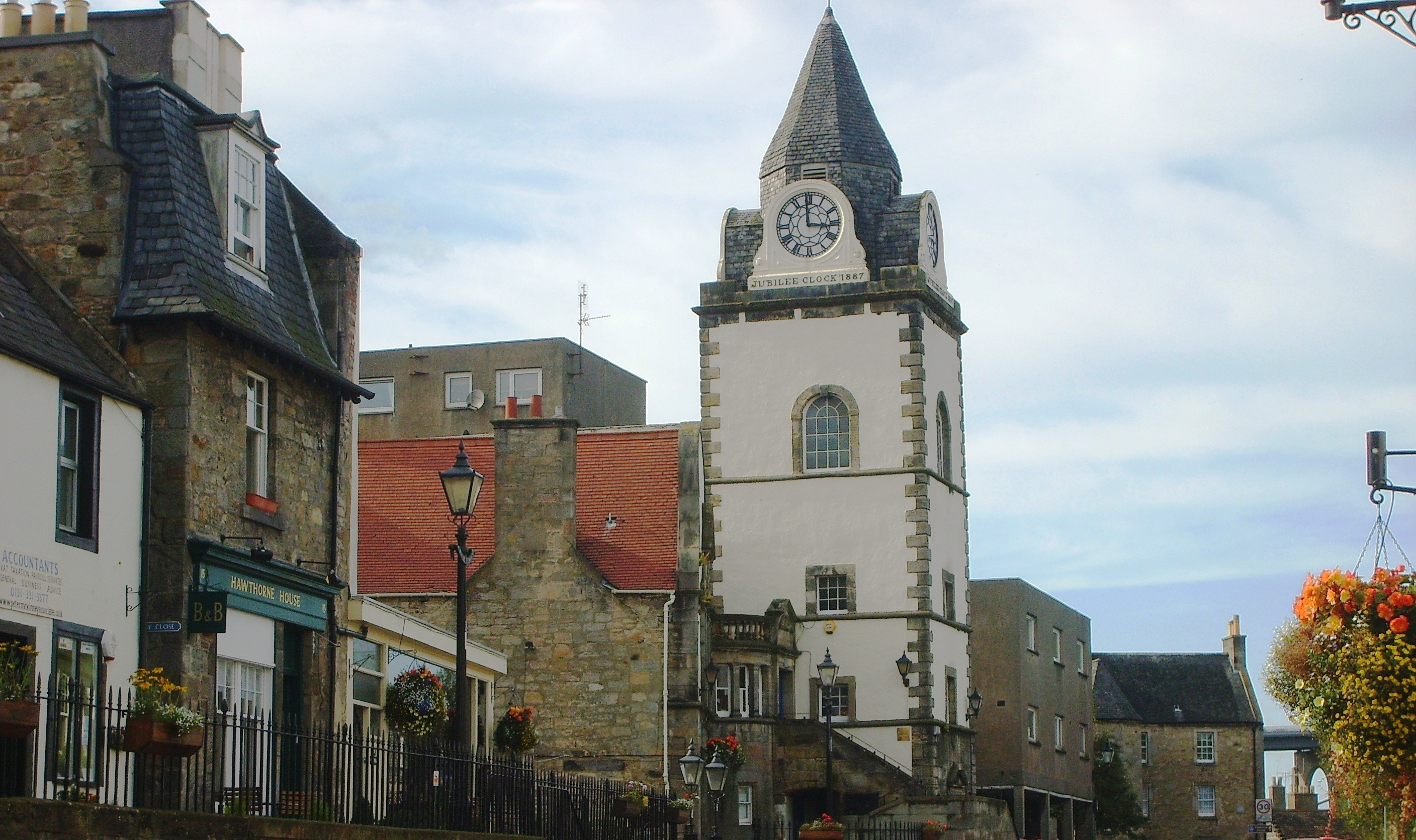
Zabytkowy ratusz w Queensferry
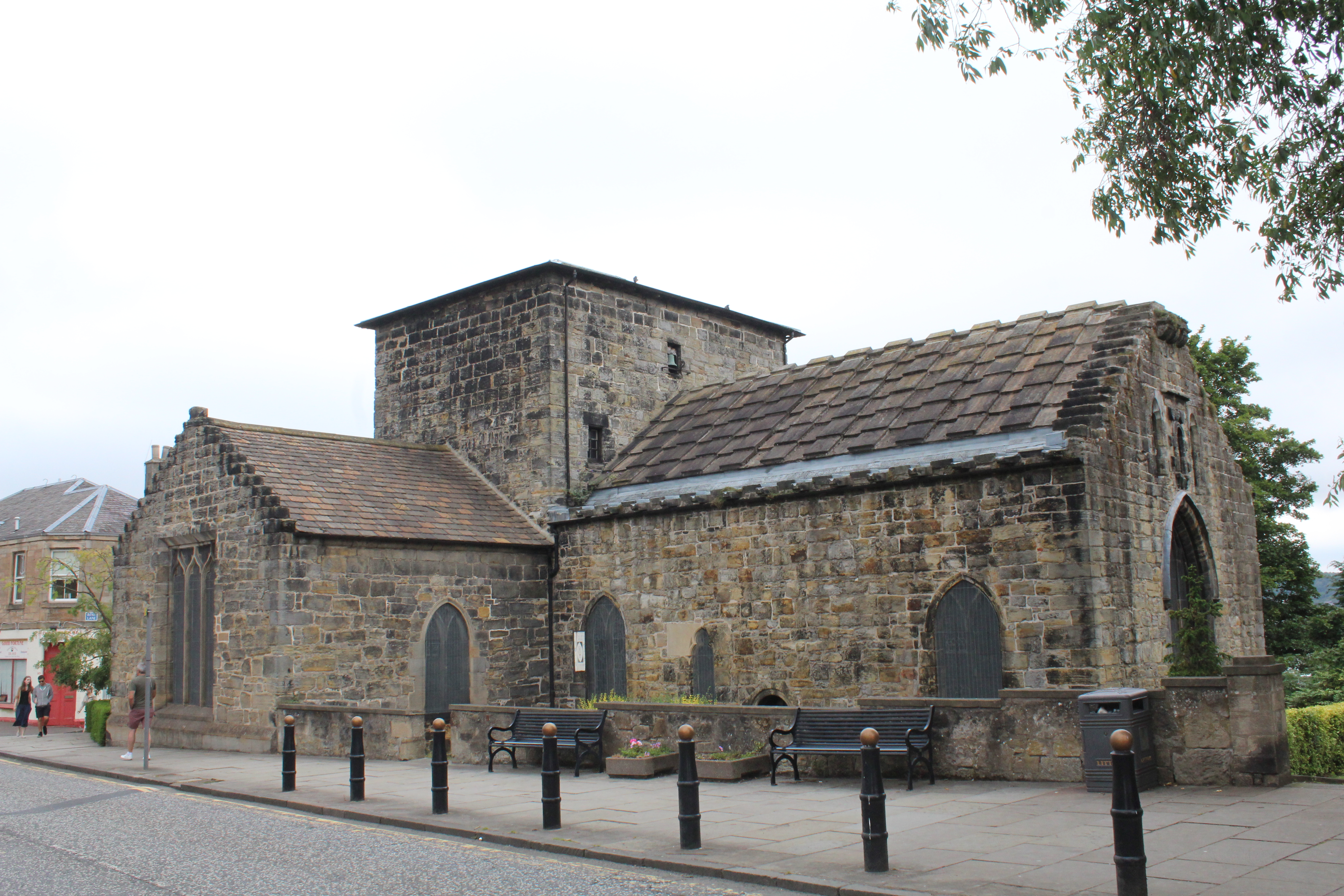
XV-wieczny kościół św. Marii
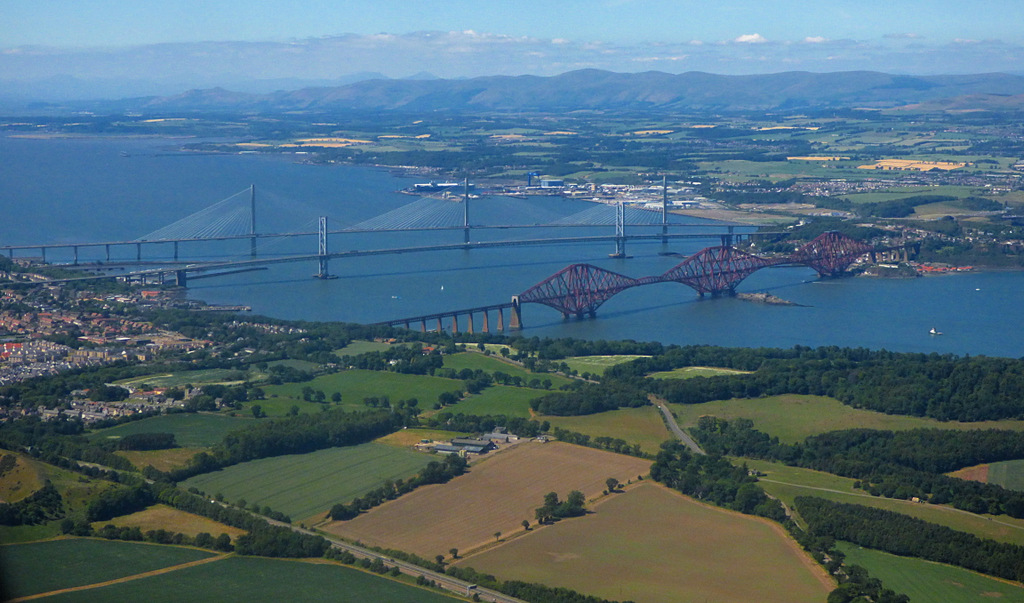
Widok na zatokę Firth of Forth i mosty (od prawej do lewej) Forth Bridge, Forth Road Bridge i Queensferry Crossing(inne języki); miasto Queensferry po lewej stronie